# 蒙戈德里
蒙戈德里（法語：Montgaudry，法語發音：[mɔ̃ɡodʁi] ⓘ）是法国奥恩省的一个市镇，属于莫尔塔涅欧佩什区。

## 地理
蒙戈德里（48°24'22"N, 0°24'7"E）面积11.05 平方千米，位于法国诺曼底大区奧恩省，该省份为法国西北部内陆省份，北起顺时针与卡爾瓦多斯省、厄尔省、厄尔-卢瓦省、萨尔特省、马耶讷省和芒什省接壤。
与蒙戈德里接壤的市镇（或旧市镇、城区）包括：佩旺谢尔、叙雷、马罗莱特、佩尔什地区贝尔福雷。

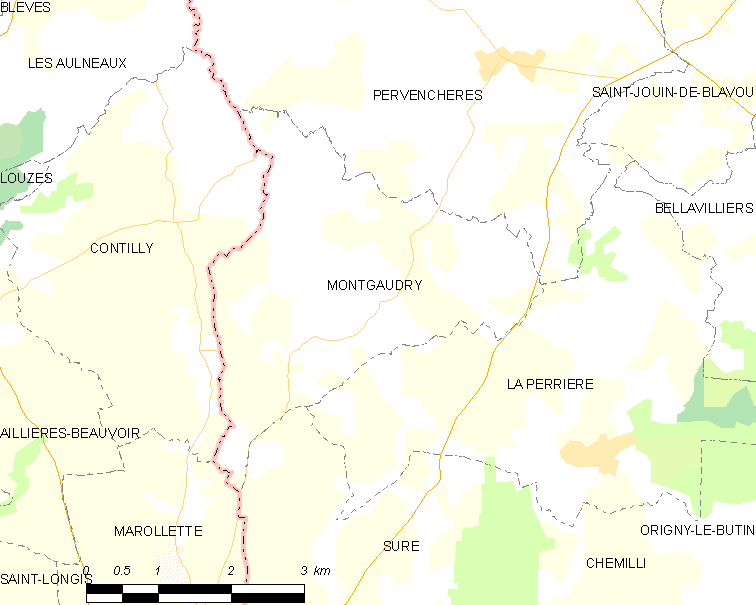
蒙戈德里的OSM定位图

蒙戈德里的时区为UTC+01:00、UTC+02:00（夏令时）。

## 行政
蒙戈德里的邮政编码为61360，INSEE市镇编码为61286。

## 政治
蒙戈德里所属的省级选区为莫尔塔涅欧佩什县。

## 人口

1962-2008年间蒙戈德里人口变化图示

蒙戈德里于2022年1月1日时的人口数量为99人。